# Selección femenina de fútbol sub-20 de Bolivia
La Selección femenina de fútbol sub-20 de Bolivia es el equipo representativo de Bolivia en las competiciones oficiales de fútbol de su categoría. Su organización está a cargo de la Federación Boliviana de Fútbol, la cual es miembro de la CONMEBOL.

## Estadísticas

### Copa Mundial Femenina de Fútbol Sub-20
| Año   | Ronda             | Posición          | PJ                | PG                | PE                | PP                | GF                | GC                |             |
| ----- | ----------------- | ----------------- | ----------------- | ----------------- | ----------------- | ----------------- | ----------------- | ----------------- | ----------- |
| 2002  | Sin participación | Sin participación | Sin participación | Sin participación | Sin participación | Sin participación | Sin participación | Sin participación |             |
| 2004  | No clasificó      | No clasificó      | No clasificó      | No clasificó      | No clasificó      | No clasificó      | No clasificó      | No clasificó      |             |
| 2006  | No clasificó      | No clasificó      | No clasificó      | No clasificó      | No clasificó      | No clasificó      | No clasificó      | No clasificó      |             |
| 2008  | No clasificó      | No clasificó      | No clasificó      | No clasificó      | No clasificó      | No clasificó      | No clasificó      | No clasificó      |             |
| 2010  | No clasificó      | No clasificó      | No clasificó      | No clasificó      | No clasificó      | No clasificó      | No clasificó      | No clasificó      |             |
| 2012  | No clasificó      | No clasificó      | No clasificó      | No clasificó      | No clasificó      | No clasificó      | No clasificó      | No clasificó      |             |
| 2014  | No clasificó      | No clasificó      | No clasificó      | No clasificó      | No clasificó      | No clasificó      | No clasificó      | No clasificó      |             |
| 2016  | No clasificó      | No clasificó      | No clasificó      | No clasificó      | No clasificó      | No clasificó      | No clasificó      | No clasificó      |             |
| 2018  | No clasificó      | No clasificó      | No clasificó      | No clasificó      | No clasificó      | No clasificó      | No clasificó      | No clasificó      |             |
| 2022  | No clasificó      | No clasificó      | No clasificó      | No clasificó      | No clasificó      | No clasificó      | No clasificó      | No clasificó      |             |
| 2024  | No clasificó      | No clasificó      | No clasificó      | No clasificó      | No clasificó      | No clasificó      | No clasificó      | No clasificó      |             |
| 2026  | Por definir       | Por definir       | Por definir       | Por definir       | Por definir       | Por definir       | Por definir       | Por definir       | Por definir |
| Total | -                 | 0.º               | 0                 | 0                 | 0                 | 0                 | 0                 | 0                 |             |

### Campeonato Sudamericano Femenino de Fútbol Sub-20
| Año   | Ronda              | Posición | PJ | PG | PE | PP | GF | GC  |
| ----- | ------------------ | -------- | -- | -- | -- | -- | -- | --- |
| 2004  | Grupo único        | 4.º      | 3  | 0  | 0  | 3  | 1  | 7   |
| 2006  | Primera fase       | 7.º      | 4  | 1  | 1  | 2  | 5  | 11  |
| 2008  | Primera fase       | 7.º      | 4  | 1  | 1  | 2  | 7  | 15  |
| 2010  | Primera fase       | 9.º      | 4  | 0  | 0  | 4  | 0  | 8   |
| 2012  | Primera fase       | 9.º      | 4  | 0  | 2  | 2  | 2  | 4   |
| 2014  | Cuadrangular final | 4.º      | 7  | 3  | 0  | 4  | 4  | 17  |
| 2015  | Primera fase       | 9.º      | 4  | 0  | 1  | 3  | 2  | 8   |
| 2018  | Primera fase       | 10.º     | 4  | 0  | 1  | 3  | 2  | 14  |
| 2022  | Primera fase       | 10.º     | 4  | 0  | 0  | 4  | 3  | 31  |
| 2024  | Primera fase       | 10.º     | 4  | 0  | 0  | 4  | 0  | 12  |
| Total | 10/10              | 9.º      | 42 | 5  | 6  | 31 | 26 | 127 |

### Juegos Bolivarianos
| Año   | Resultado                                | Pos.                                     | PJ                                       | PG                                       | PE                                       | PP                                       | GF                                       | GC                                       | Goleadora                                |
| ----- | ---------------------------------------- | ---------------------------------------- | ---------------------------------------- | ---------------------------------------- | ---------------------------------------- | ---------------------------------------- | ---------------------------------------- | ---------------------------------------- | ---------------------------------------- |
| 2005  | Participaciones de la selección absoluta | Participaciones de la selección absoluta | Participaciones de la selección absoluta | Participaciones de la selección absoluta | Participaciones de la selección absoluta | Participaciones de la selección absoluta | Participaciones de la selección absoluta | Participaciones de la selección absoluta | Participaciones de la selección absoluta |
| 2009  | Participaciones de la selección absoluta | Participaciones de la selección absoluta | Participaciones de la selección absoluta | Participaciones de la selección absoluta | Participaciones de la selección absoluta | Participaciones de la selección absoluta | Participaciones de la selección absoluta | Participaciones de la selección absoluta | Participaciones de la selección absoluta |
| 2013  | Tercer puesto                            | Medalla de bronce                        | 5                                        | 3                                        | 1                                        | 1                                        | 7                                        | 5                                        | Marcela Ortiz (2)                        |
| 2017  | Cuarto puesto                            | 4°                                       | 5                                        | 1                                        | 1                                        | 3                                        | 3                                        | 10                                       | Elizania Torrico (2)                     |
| 2022  | Sin participación                        | Sin participación                        | Sin participación                        | Sin participación                        | Sin participación                        | Sin participación                        | Sin participación                        | Sin participación                        | Sin participación                        |
| Total | 2/3                                      | °                                        | 10                                       | 4                                        | 2                                        | 4                                        | 10                                       | 15                                       | E. Torrico, M. Ortiz (2)                 |

## Palmarés

### Selección Sub-20
- Juegos Bolivarianos:
  -  Medalla de bronce (1): 2013.[1]